# Libertas Trogylos Basket 2002-2003
La stagione 2002-2003 della Libertas Trogylos Basket è stata la diciassettesima consecutiva disputata in Serie A1 femminile.

## Stagione
Sponsorizzata Acer, la società siracusana si è classificata al dodicesimo posto nella massima serie e si è salvata ai play-out.

## Rosa
| Giocatrici |
| ---------- |

| N° | Naz.                   | Ruolo | Sportivo            | Anno | Alt. |  |
| -- | ---------------------- | ----- | ------------------- | ---- | ---- |  |
|    | Ucraina (bandiera)     | P     | Natalija Syl'janova | 1971 | 173  |  |
|    | Italia (bandiera)      | PG    | Susanna Bonfiglio   | 1974 | 178  |  |
|    | Stati Uniti (bandiera) | A     | Melissa Fazio       | 1979 | 182  |  |
|    | Italia (bandiera)      | P     | Adalgisa Impastato  | 1974 | 178  |  |
|    | Finlandia (bandiera)   | AC    | Michaela Moua       | 1976 | 184  |  |
|    | Romania (bandiera)     | C     | Florina Pașcalău    | 1982 | 193  |  |
|    | Italia (bandiera)      | C     | Tania Ferrazza      | 1974 | 196  |  |
|    | Italia (bandiera)      | A     | Laura Lazzari       | 1980 | 180  |  |
|    | Italia (bandiera)      | P     | Rita La Rosa        | 1976 | 174  |  |
|    | Italia (bandiera)      | G     | Sofia Vinci         | 1966 | 175  |  |
|    | Italia (bandiera)      | P     | Stefania Filograsso | 1980 | 170  |  |
|    | Italia (bandiera)      | A     | Valentina Bonfiglio | 1979 | 180  |  |

| Staff tecnico             |
| ------------------------- |
| Allenatore: Santino Coppa |